# Rechelbrücke (Modrava)

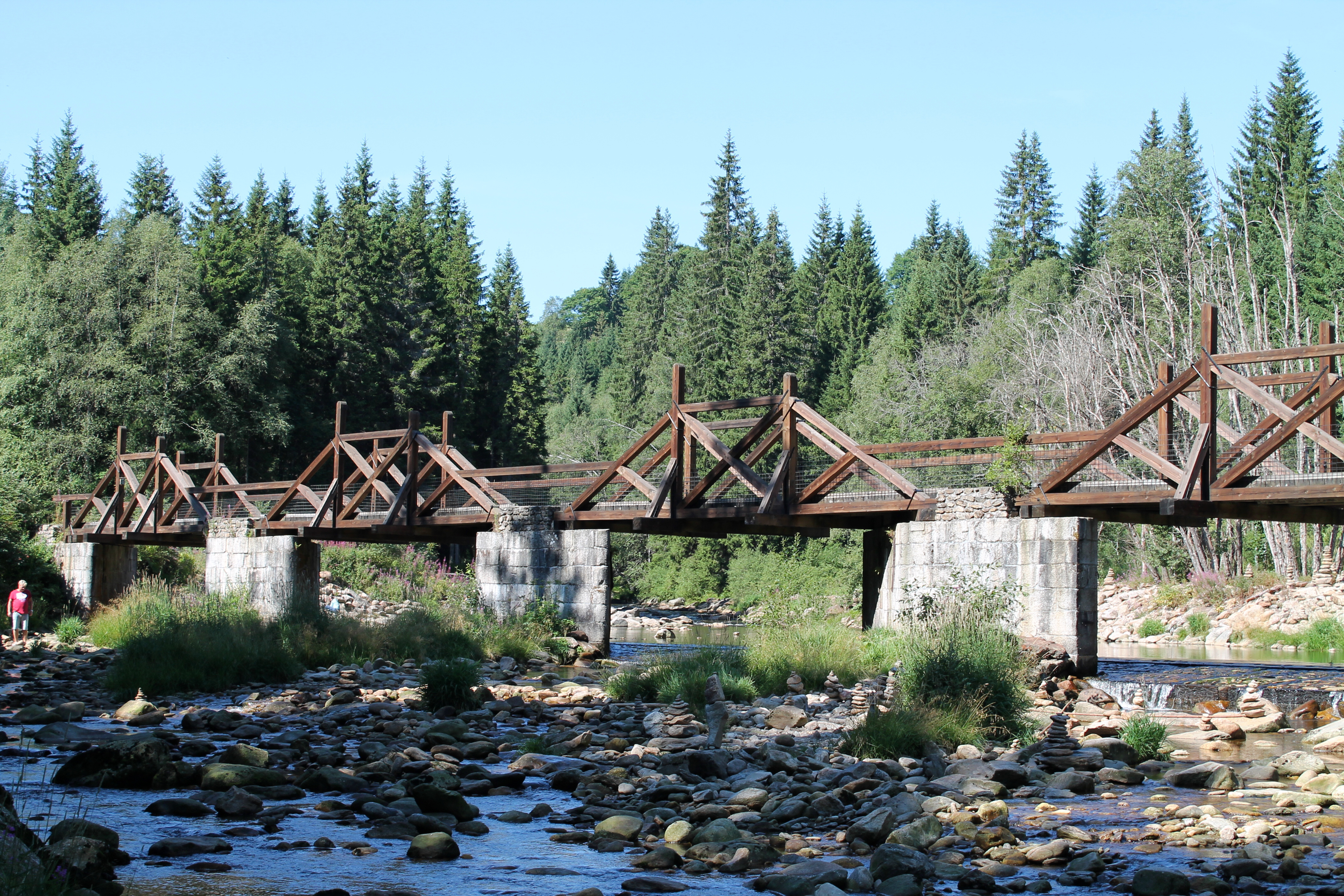
Wiederaufgebaute Rechelbrücke (2013)

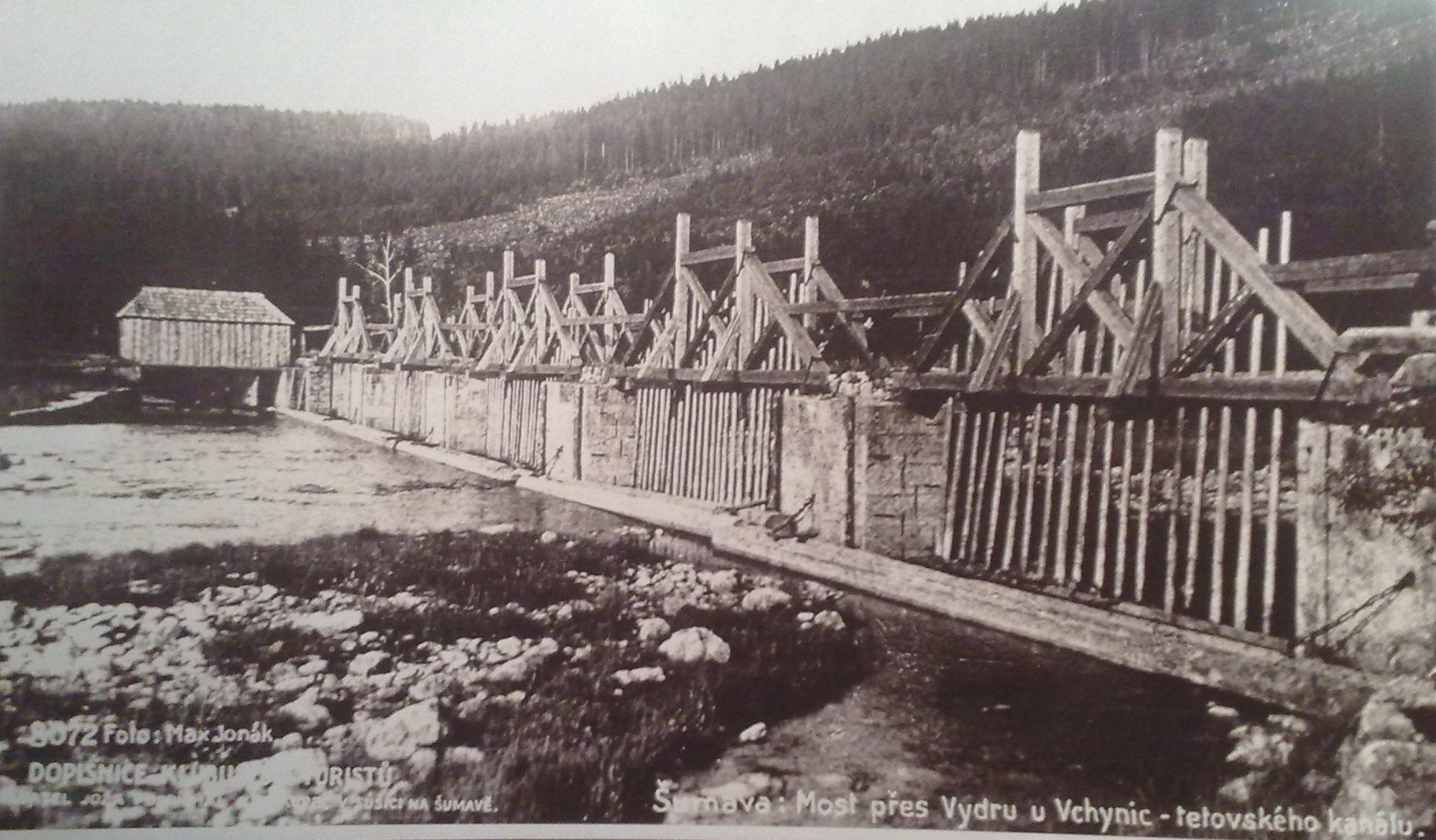
Rechelbrücke im Jahre 1931 (Fotografie von Max Jonák)

Die Rechelbrücke (tschechisch hradlový most Rechle) ist eine auf steinernen Pfeilern ruhende hölzerne Torbrücke über die Vydra in Tschechien. Sie befindet sich an der Gemeindegrenze zwischen Modrava und Srní bei der Wüstung Preisleiten am Eingang zum Chinitz-Tettauer Schwemmkanal.

## Geschichte
Die 72 m lange Brücke wurde zwischen 1799 und 1800 unter der Leitung des Fürstlich-Schwarzenbergischen Forstingenieurs Joseph Rosenauer als Eingangsbauwerk des Chinitz-Tettauer Schwemmkanals errichtet. Mittels von der Brücke in den Fluss hineingerammter Rundholzrechen wurde das vom Böhmerwaldkamm heruntergeflößte Stammholz abgefangen und aus der wegen der  zahlreichen mächtigen Felsblöcke für die Flößerei untauglichen Vydra in den Schwemmkanal abgeleitet. Zugleich diente die Brücke als Übergang des entlang des Kanals angelegten neuen Fahrweges von Rokyta nach Modrava über die Vydra.
Auch nach der Einstellung der Holzflößerei behielt die Brücke wegen der darüber hinweg führenden Straßenverbindung zwischen Rokyta und Modrava ihre Bedeutung. Nachdem im Jahre 1953 die schmale Straße neben dem Schwemmkanal durch eine neue Straße zwischen Srní und Modrava, die von Rokyta über Antýgl rechts der Vydra entlang führte, ersetzt worden war, verlor die Rechelbrücke ihre letzte Funktion und wurde dem Verfall überlassen.
Im Jahre 2000 wurde die Brücke durch die Verwaltung des Nationalparks und Landschaftsschutzgebietes Šumava und die Západočeská energetika a.s. originalgetreu wiederaufgebaut. Bei der Rekonstruktion wurde jedoch auf die Holzrechen verzichtet.